# Beiwa (sockenhuvudort i Kina, Hebei Sheng, lat 38,35, long 114,44)
Beiwa är en sockenhuvudort i Kina. Den ligger i provinsen Hebei, i den norra delen av landet, omkring 240 kilometer sydväst om huvudstaden Peking. Antalet invånare är 21 952. Befolkningen består av 11 184 kvinnor och 10 768 män. Barn under 15 år utgör 17,0 %, vuxna 15-64 år 75 %, och äldre över 65 år 7,0 %.
Runt Beiwa är det mycket tätbefolkat, med 3 757 invånare per kvadratkilometer. Närmaste större samhälle är Nanlou, 12,8 km sydost om Beiwa. Trakten runt Beiwa består till största delen av jordbruksmark.
Genomsnittlig årsnederbörd är 656 millimeter. Den regnigaste månaden är juli, med i genomsnitt 206 mm nederbörd, och den torraste är december, med 4 mm nederbörd.